# 小笠原町
小笠原町（おがさわらちょう）は山梨県中巨摩郡にあった町。現在の南アルプス市中心部にあたる。本項では町制前の名称である明穂村（あけほむら）についても述べる。

## 地理
- 河川：滝沢川

## 歴史
- 1875年（明治8年）4月27日 - 巨摩郡小笠原村・桃園村・山寺村が合併して明穂村となる。
- 1878年（明治11年）7月22日 - 郡区町村編制法の施行により、明穂村が中巨摩郡の所属となる。
- 1889年（明治22年）7月1日 - 町村制の施行により、明穂村が単独で自治体を形成。
- 1936年（昭和11年）7月1日 - 明穂村が町制施行・改称して小笠原町となる。
- 1954年（昭和29年）4月1日 - 榊村・野之瀬村と合併して櫛形町が発足。同日小笠原町廃止。

## 交通

### 鉄道路線
- 山梨交通
  - 電車線
    - 桃園駅 - 巨摩高校前駅 - 小笠原駅

### 道路
- 国道52号